# Maria Teresa Almoguera Miró
Maria Teresa Almoguera Miró (Barcelona, 1966) és una exjugadora de basquetbol catalana.
Aler, debutà la temporada 1985-86 a la Primera Divisió amb el Club Bàsquet l'Hospitalet. Després de la dissolució de la secció, jugà al Natural Casí en dues etapes (1986-87, 1988-90), amb el qual guanyà dues Lligues catalanes, i al Bàsquet Manresa Sant Francesc (1987-88). La temporada 1990-91 fitxà pel Club Bàsquet Godella, proclamant-se doble campiona de Lliga i de Copa i conquerí la primera Copa d'Europa de l'entitat valenciana (1992).

## Palmarès
- 1 Eurolliga de bàsquet femenina (1991-92)
- 2 Lligues espanyoles de bàsquet femenina (1990-91, 1991-92)
- 2 Copes espanyoles de bàsquet femenina (1990-91, 1991-92)
- 2 Lligues catalana de bàsquet femenina (1988-89, 1989-90)